# قائمة مواضيع المثلث

## الهندسة
| - مثلث - تثليث (هندسة رياضية) - تثليث ديلاوني - دائرة بروكار - دائرة النقاط التسعة - دائرة محيطة - دوائر جونسون - زمرة المثلث - صيغة هيرو - مبرهنة طالس - مبرهنة ليستر - مبرهنة أويلر (هندسة رياضية) - مبرهنة نابليون - مبرهنة أبولونيوس | - مبرهنة كارنوت - مثلث مورلي - مبرهنة فيثاغورس - مبرهنة سيفا - مبرهنة منصف الزاوية - مبرهنة روث - مبرهنة ستيوارت - مبرهنة فيرما المتعلقة بالمثلث القائم - مثلث حاد ومثلث منفرج - مثلث متوسط - مثلث متساوي الأضلاع - متراجحة إيردوس-مورديل - مثلث كيبلر - مثلث ذهبي (رياضيات) - مثلث سيربنسكي (هندسة كسيرية) | - مستقيم أويلر - متراجحة بارو - مثلث شفارز - مثلث قائم - مثلث بروكار - مثلث أضلاعه أعداد صحيحة - مثلث متساوي الساقين - موشور مثلثي - نقطة فيرما - نقطة أبولونيوس - نقاط بروكار - نقاط نابليون - نقطة ناغيل - وتر المثلث القائم - هرم مثلثي |
| - مصفوفة مثلثية - مثلث برمودا - المثلث السني - المثلث التاريخي - موشور مشتت - عين العناية الإلهية | | |
| أيقونة بذرة | هذه بذرة مقالة عن الرياضيات او موضوع متعلق بها بحاجة للتوسيع. فضلًا شارك في تحريرها. | |